# Mariakerk (Klütz)
De Mariakerk (Duits: Marienkirche) is de protestantse kerk van het Mecklenburgse stadje Klütz.

## Bouwgeschiedenis
Het oudste deel van de drieschepige hallenkerk is de koorruimte. Het dateert uit het midden van de 13e eeuw en toont nog duidelijk romaanse invloeden. Het kerkschip werd later gebouwd, in een overgangsstijl met romaanse en gotische kenmerken. Het laatst werd de vierkante, 56 meter hoge toren toegevoegd. De in de 14e eeuw gebouwde toren diende vroeger als zeebaken. Een achtkantige spits tussen vier topgevels vormt de afsluiting van de toren.

## Inrichting
- Het doopvont is het oudste voorwerp in de kerk en werd waarschijnlijk vanuit Scandinavië geïmporteerd. Het werd in de 13e eeuw  van graniet gemaakt.
- Het koorgestoelte rechts van het altaar werd na de voltooiing van de kerk voor de celebrerende geestelijken gebouwd. De armleuningen tussen de zitplaatsen eindigen in menselijke hoofden, allen met een eigen gezichtsuitdrukking. Op de wangen van het gestoelte ziet men rechts een voorstelling van de annunciatie, links de heilige Catharina en een heilige in bisschopsdracht.
- De kansel dateert van na de reformatie (1587) en draagt de wapens van adellijke geslachten uit de omgeving.
- Het doopvont uit 1653 is met reliëfafbeeldingen van Christus en de apostelen versierd. Op de deksel bevindt zich de beeldengroep van Johannes die Christus doopt.
- Het barokke altaar werd in 1730 in Wismar gemaakt. Het bevat drie schilderwerken: het laatste avondmaal, de kruisiging (een kopie van Anthony van Dyck) en in de top de opstanding van Christus. De beelden tussen de zuilenpaaren zijn van lindenhout en stellen Maria en Johannes voor.
- Bij de uitgang van de kerk staat een middeleeuws offerblok.

## Klokken
In de toren hangen vier oude klokken. In de Eerste Wereldoorlog werden de klokken vrijgesteld voor aflevering ter omsmelting. Maar in Tweede Wereldoorlog moesten de klokken uit 1688, 1413 en 1750 worden afgegeven. Alleen de grootste klok bleef hangen. De klokken werden echter in 1949 teruggevonden op het klokkenkerkhof bij Hamburg en keerden nog hetzelfde jaar terug naar de Mariakerk.

## Bron
Gemeinnütziger Kirchbauverein St. Marien-Kirche Klütz e.V.